# Tatsuhiro Nishimoto
Tatsuhiro Nishimoto (西本 竜洋 Nishimoto Tatsuhiro?), född 29 april 1980 i Yamaguchi prefektur, är en japansk före detta fotbollsspelare.
Nishimoto började sin karriär 1999 i Bellmare Hiratsuka (Shonan Bellmare). Han spelade 35 ligamatcher för klubben. Han avslutade karriären 2002.